# Robert Clouse
Robert Byron Clouse (ur. 6 marca 1928 w Denison, zm. 4 lutego 1997 w Ashland) – amerykański reżyser, scenarzysta i producent filmowy.
Specjalizował się w akcjach sztuk walki w Hongkongu i stał się najbardziej znany z realizacji Wejścia smoka (1973), w której główną rolę zagrał Bruce Lee. Zanim został reżyserem, Clouse służył w wojsku i był fotografem dla telewizji CBS. W 1963 otrzymał nominację do Oscara za film The Cadillac (1962), do którego napisał scenariusz i wyreżyserował. W 1964 zdobył nagrodę na Festiwalu Filmowym w Edynburgu oraz nominację do Oscara i Złotej Palmy na 18. Festiwalu Filmowym w Cannes za film krótkometrażowy The Legend of Jimmy Blue Eyes (1965). Napisał scenariusz do horroru telewizyjnego CBS Coś złego (Something Evil, 1972) w reżyserii Stevena Spielberga z Sandy Dennis. 
Zmarł 4 lutego 1997 z powodu niewydolności nerek w swoim domu w Ashland w stanie Oregon w wieku 68 lat.

## Filmografia
reżyser
- Ironside (serial TV, 1971)
- Wejście smoka (1973)
- Gra śmierci  (1978)
- Wielka rozróba (1980)
- Mistrz gymkata  (1985)
- China o'brien (1990)
- Żelazne serce (1992)